# 2005 PG23
2005 PG23, também escrito como 2005 PG23, é um objeto transnetuniano que está localizado no Cinturão de Kuiper, uma região do Sistema Solar. Este corpo celeste é classificado como um cubewano. Ele possui uma magnitude absoluta de 9,3 e tem um diâmetro estimado com 61 km.

## Descoberta
2005 PG23 foi descoberto no dia 2 de agosto de 2005.

## Órbita
A órbita de 2005 PG23 tem uma excentricidade de 0,181 e possui um semieixo maior de 45,850 UA. O seu periélio leva o mesmo a uma distância de 37,537 UA em relação ao Sol e seu afélio a 54,162 UA.